# Constantin Băicoianu (inginer)

Constantin Băicoianu (n. 14 octombrie 1894, Brăila – d. 7 septembrie 1987, București) a fost un inginer agrozootehnist român, profesor universitar și cercetător de prestigiu, considerat fondatorul cercetărilor în avicultură din România. A efectuat primele experimentări de fecundare artificială la ovine, a publicat o serie de lucrări în premieră pe această temă, și a obținut rezultate notabile în ameliorarea rasei autohtone de taurine (rasa sură de stepă). A fost un prolific autor, publicând peste 110 lucrări științifice și didactice.

## Studii
A urmat cursurile Liceului „B.P. Hașdeu” din Buzău. În 1917 s-a înscris la Academia de Agricultură din Cluj, unde a obținut diploma de inginer agronom cu numărul 1, în anul 1921. A continuat studiile printr-o specializare la Paris, iar în 1922 a primit o bursă pentru Germania, la Berlin, în domeniul zootehniei. În 1926 a obținut titlul de „doctor în zootehnie“ la Hochschule für Bodenkultur din Viena, sub îndrumarea profesorului Leopold Adametz, una dintre personalitățile marcante ale domeniului.

## Activitatea profesională
La întoarcerea de la studii a fost angajat ca „specialist zootehnic” în cadrul Uniunii Camerelor Agricole. În 1928 a devenit conferențiar onorific de avicultură la Academia de Agricultură din București, fiind fondatorul cursului și al cercetărilor în această ramură a zootehniei în România.
În 1931 a întemeiat prima stațiune avicolă din România, la Băneasa, sub tutela Uniunii Camerelor Agricole. Între 1934–1940 a activat în cercetare în cadrul ICAR, ajungând șef al Secției de creștere a animalelor.
În 1938 a inaugurat la București primul curs de lăptărie, iar în 1939 a devenit șeful catedrei de Zootehnie la Academia de Agricultură din Cluj. Din 1953 s-a stabilit definitiv în București, predând la Facultatea de Zootehnie a Institutului Agronomic, unde a fost conducător de doctorat până la pensionare.
După 1950, a fost unul dintre fondatorii Facultății de Zootehnie din cadrul Institutului Agronomic „Nicolae Bălcescu” (IANB).

## Activitate științifică
Constantin Băicoianu a publicat peste 110 lucrări, broșuri, cursuri și articole de specialitate, abordând teme precum: avicultură, laptele și industria laptelui, ameliorarea raselor de animale, selecție și genetică, zootehnie generală.
A fost printre primii promotori ai fecundării artificiale la animale în România. În 1938, a realizat o experiență de pionierat privind transportul spermei de la rasa Karakul pe distanțe mari, pentru însămânțarea efectivului de oi Țurcane la Cetățuia. Dispozitivul său de conservare a spermei a fost remarcat internațional.
A fondat revista de specialitate Revista Zootehnică (1934–1937), una dintre primele din România, și a colaborat constant cu publicațiile „Agricultura nouă”, „Viața agricolă” și „Buletinul agriculturii”.

### Avicultură
Este considerat fondatorul aviculturii științifice românești. A publicat lucrări importante precum:
- Creșterea păsărilor de curte (1932, 1943, 1945)
- Producția avicolă din România și valorificarea ei (1942)
- Contribuții la ameliorarea rasei comune de găini (1935)
- Stațiunea avicolă Băneasa (1937)
- Mica zootehnie (1945)

### Genetică și ameliorare
A abordat teme precum consangvinizarea, selecția dirijată și influența mediului asupra exprimării genotipului. A fost preocupat de conservarea raselor vechi cu potențial genetic ridicat și a subliniat importanța aclimatizării în procesul de ameliorare.
Lucrări semnificative:
- Metode pentru îmbunătățirea raselor de animale (1927)
- Rasele de animale proprii în stepă (1936)
- Calul Belgian (1925)

### Lactate și nutriție animală
A contribuit la modernizarea aprovizionării cu lapte în România și a publicat lucrări privind pasteurizarea și standardizarea laptelui.
Titluri relevante:
- Aprovizionarea orașului București cu lapte (1930)
- Ameliorarea și producția de lapte a vacii Sură de Stepă (1939)
- Dozarea materiei grase din lapte (1939)

## Lucrări publicate (selecție)
- Calul Belgian, 1925
- Metode pentru îmbunătățirea raselor de animale, 1927
- Rasele de animale proprii în stepă, 1936
- Fecundarea artificială a animalelor, 1940
- Genetica animală, 1956
- Zootehnia generală, 1958

## Recunoaștere
A fost decorat cu ordinele „Steaua României”, „Coroana României” și „Meritul Agricol”. A fost membru al Societății Italiene pentru Progresul Zootehniei și membru fondator al Institutului Experimental Italian „Lazzaro Spallanzani”.

## Moartea
Constantin Băicoianu a decedat la București, pe 7 septembrie 1987.